# Jorg Hartig

Jorg Hartig, 2017

Jorg Hartig  (* 14. Februar 1932 in Morchenstern, Tschechoslowakei; † 23. August 2019 in Wien) war ein österreichischer Maler.

## Leben
Hartig war ein Sohn des sudetendeutschen Malers und Kunsterziehers Fred Hartig (1901–1973), der aus Gablonz stammte und 1948 (unter Verlust seiner Werke, die konfisziert wurden) nach Graz in Österreich kam. Dort besuchte Jorg Hartig zunächst die Allgemeinbildende höhere Schule (AHS) und von 1948 bis 1952 die Bundeslehranstalt für das Baufach und Kunstgewerbe, an der er die Fachschulklasse für Freskomalerei bei Alfred Wickenburg belegte. Anschließend studierte er bei Albert Paris Gütersloh an der Akademie der bildenden Künste Wien und schloss 1954 mit dem Malerei-Diplom ab. Von 1967 bis 1993 war er als Hochschulassistent und Lehrbeauftragter im Bereich Kunsterziehung an der Akademie tätig. 1982 erfolgte die Verleihung des Berufstitels Professor.
Hartig nahm an Einzel- und Gruppenausstellungen im In- und Ausland teil. Werke befinden sich in privatem und öffentlichem Besitz. Von 1949 bis 1958 war er Mitglied des Steiermärkischen Kunstvereins, von 1956 bis 1983 Mitglied bzw. Vorstandsmitglied des Künstlerbundes Graz. Von 1967 bis 1980 war er Vizepräsident des Berufsverbandes der bildenden Künstler Österreichs (BVÖ). Von 1971 bis 1975 war Jorg Hartig Präsident des Neuen Hagenbundes. Hartig war ab 1975 Mitglied der Wiener Secession, von 1983 bis 1993 war er Vorstandsmitglied.
Hartig verstarb am 23. August 2019 in Wien und wurde auf dem Simmeringer Friedhof beigesetzt.

## Werk
Jorg Hartig experimentierte als einer der ersten Künstler in Österreich mit der Acrylmalerei, die er in den 1960er Jahren für sich entdeckte. Hartig schöpfte Zeit seines Lebens die größte Inspiration aus seiner unmittelbaren Umwelt – aus Phänomenen der modernen Welt, Zivilisation und Kultur. Er setzte sich dabei vor allem mit deren Erscheinungen und auch Krisenhaftigkeiten auseinander, was seinem Werk eine starke zeitkritische Komponente gibt. „Er gehört zu den wenigen Künstlern seiner Zeit, die begannen, wieder ein Weltbild zu schaffen und zu vertreten“, so Claus Pack. „Hartig ist nicht nur ein zeitnaher, sondern auch ein distanzierter Künstler, dem es gelingt, unter Überwindung des so lange forcierten, falschen Individualismus ins Allgemeine vorzustoßen, ein kosmologisches Bewusstsein zu entwickeln, das der Situation der Menschheit und der Welt angemessen erscheint und ihr gerecht wird.“
Jorg Hartigs Arbeiten sind stets an die Realität gebunden. Am Anfang eines neuen Werks stand bei Hartig meist ein optischer Reiz, dem der Künstler ausgehend von einem konstruktiven Grundgerüst malerisch spontan und emotional Form gab. Er selbst bezeichnete dies als „REALPOP“. Im Sinne von „Schauen und erkennen Sie!“ wendete sich Hartig dabei stets „an den Menschen“. Er wollte das, was er „erkannt“ hatte, vermitteln und gleichzeitig beim Betrachter das „Erkennen“ wecken. Auch versuchte er in seinen Arbeiten immer wieder, dem zumindest mit dem Verstand nicht mehr Fassbaren erneut bildlichen Ausdruck zu geben. „Der Kopf hat in der Kunst nichts zu suchen. Der Verstand ist sehr schnell zu Ende. Emotionen gehen tiefer, bleiben bestehen“, so Hartig. Im Gegensatz zum Wissenschaftler könne der Künstler die Welt nicht erklären oder belegen – er könne sie aber deuten und diese Deutung durch Zeichen oder „Aha-Erlebnisse“ ins Bewusstsein rufen.
Hartig beschäftigte sich mit Themen, die über die Jahre für ihn immer wieder neue Bedeutung gewannen, die er in seinen Arbeiten weiterführte oder weiterdachte. Zentrale Themengruppen, die sowohl den Künstler selbst als auch die jeweilige Zeit metaphorisch charakterisieren, waren bei Hartig „Bewegung“, „Zerstörung“, „Straße“, „Sex“, „Eisbecher“, „Auto“, „Kosmische Horizonte“, „Vegetation“ und „Meditation“, sowie in den letzten Jahren vor allem die „Figur im Interpretationswandel“.

## Preise
- I. Preis der Stadt Graz, AT
- Kunstmedaille der Stadt Graz, AT
- Kunstpreis des Landes Steiermark – Ankaufspreis, AT
- Theodor-Körner-Preis, AT
- Jurypreis beim XIVe Festival International de la Peinture in Cagenes-Sur-Mer, FR
- Preis der Stadt Wien für bildende Kunst

## Ausstellungen
- 1954: Steiermärkischer Kunstverein in der Wiener Secession, AT
- 1955: Forum Stadtpark Graz im Hagenbund, Wien, AT
- 1956: Künstlerhaus, Graz, AT
- 1957: Künstlerhaus, Graz, AT
- 1958: Jugendbiennale der Stadt Gorizia, ehemaliges Jugoslawien
- 1958: Hagenbund, Wien, AT
- 1958: Wanderausstellung Kairo – Ankara, EG
- 1959: Künstlerbund, Künstlerhaus, Graz, AT
- 1960: Biennale der Stadt Athen, GR
- 1961: Galerie der Jungen Generation, Wien. AT
- 1961: Forum Stadtpark, Graz, AT
- 1962: Künstlerhaus Karlsruhe, DE
- 1962: Ausstellung der Repräsentanten der österreichischen Malerei und Plastik im Salon Comparaison, Paris, FR
- 1962: Kulturforum Karlsruhe, DE
- 1964: Künstlerhaus, Klagenfurt, AT
- 1965: Künstlerbund, Graz, im Wiener Künstlerhaus, Wien, AT
- 1966: Trigon, Graz, AT
- 1966: I. Internationale Malerwochen in Graz, Neue Galerie Leibnitz, Stadtgalerie, AT
- 1966: Europäische Malerei in Bregenz im Palais Thurn und Taxis, Bregenz, AT
- 1967: Ausstellung des Trigon, I. Internationale Malerwochen in Ljubljana, Galeria Mestna, ehem. Jugoslawien
- 1967: Österreichwochen in Stuttgart, DE
- 1968: Künstlerbund Süddeutschland, Rathaus Esslingen, DE
- 1969: Galerie Seilerstätte, Wien, AT
- 1969: Galerie Café Museum, Wien, AT
- 1969: Galerie Seilerstätte, Wien – Kunst und technische Umwelt – Der blaue Adler, Wien, AT
- 1970: Neue Galerie am Landesmuseum Joanneum, Graz, AT
- 1972: Steirischer Herbst – Österreichische Malerei im Rahmen von Trigon, Künstlerhaus, Graz, AT
- 1974: Künstlerhaus Wien – Der Mensch und die Stadt, AT
- 1974: Austriagraph’ – österreichische Graphik des 20. Jahrhunderts Bozen, Rom, IT
- 1975: Italienisches Kulturinstitut, Wien, AT
- 1975: Künstlerhaus, Graz, AT
- 1975: Österreichisches Kulturzentrum, Wien – Mythos der Frau, AT
- 1976: Jorg Hartig. Malerei und Graphik, Galerie der Wiener Secession, Wien, AT
- 1977: Italienisches Kulturinstitut, Wien, AT
- 1977: Galerie Klement, Graz, AT
- 1978: Wissenschaftsmesse, Universität Salzburg, AT
- 1978: K. a. V. Danubia, Wien, AT
- 1979: Die Mitglieder der Wiener Secession. Malerei-Plastik-Zeichnungen-Objekte-Fotos, Wiener Secession, AT
- 1979: Galerie auf der Stubenbastei, Wien, AT
- 1980: Staatstheater Darmstadt, DE
- 1980: Rathaus, Wien (Aktion Künstler malen und zeichnen in Betrieben)
- 1981: Neue Darmstädter Sezession, Mathildenhöhe, Darmstadt, DE, und Kunsthalle, Krakau, PL
- 1981: Galerie in der Wiener Staatsoper (Ludwigsstiftung), Wien, AT
- 1982: Künstlerbund, Graz, AT
- 1982: B.V.Ö., Wien, AT
- 1982: Aus den Ansammlungen des Künstlerfreundes Viktor Matejka. Porträts, Hähne, Montagen und andere Sachen, Wiener Secession, AT
- 1982: Festwochenausstellung der Wiener Secession: Individuelle Beiträge von Mitgliedern, Wiener Secession, AT
- 1982: Festival International de la Peinture, Cagnes-sur-Mer, FR
- 1982: Die Wiener Secession 1982 in Darmstadt, Mathildenhöhe, DE (Jorg Hartig war hier auch Kurator)
- 1983: Das kleine Format. Malerei-Plastik-Objekt. Im Rahmen der Ausstellung "Raum-Miniaturen, Landschafts- und Architekturräume in der Plastik", Wiener Secession, AT
- 1983: Wissenschaftsmesse im Wiener Messepalast, AT
- 1983: Mit der Darmstädter Secession in Darmstadt, Mathildenhöhe, DE
- 1983: In der Secession, Wien und im Kunstpalast Düsseldorf, DE, Galerie Kaufbeuren, DE
- 1983: Steirische Malerei von 1945-60 in Graz, Neue Galerie, AT
- 1983: Ars Sacra, Wien, AT
- 1983: Düsseldorf, Kunstpalast – Große Kunstausstellung, DE
- 1984: Bosch-Investa im Wiener Messepalast, AT
- 1984: 36 Künstler aus Österreich in München, Wien, Künstlerhaus und Berlin im Funkturm
- 1984: Große Kunstausstellung in Düsseldorf, Kunstpalast, DE
- 1985: 36 Künstler aus Österreich in Sofia und Kjustendil, BG, sowie in Tifilis, ehem. UdSSR und Zagreb, ehem. Jugoslawien
- 1985: Triennale in Sofia, BG
- 1985: Darmstädter Sezession, Mathildenhöhe, DE
- 1985: Große Kunstausstellung in Düsseldorf, Kunstpalast, DE
- 1986: Darmstädter Sezession im Künstlerhaus, Graz, AT
- 1986: Zeichen und Gesten. Informelle Tendenzen in Österreich, Wiener Secession, Wien, AT
- 1987: Stadtmuseum, Graz, AT
- 1987: Jorg Hartig. Malerei. Sichten -Einsichten, Wiener Secession, AT
- 1987: Österreichische Grafik II nach 1970. Aus der Sammlung der Wiener Secession, Wiener Secession, AT
- 1988: „Jugendwerke vom Schillerplatz“, Akademie der bildenden Künste, Wien, AT
- 1988: „Maria 88“, Galerie des Wiener Künstlerhauses, AT
- 1989: „Querdurch“, Zeitgenössische österreichische Malerei, Kulturhaus, Bratislava, SK
- 1990: „Querdurch“, Vychodslovenka Galeria, Košice, SK
- 1991: Wanderausstellung durch Niederösterreich der Niederösterreichgesellschaft für Kunst und Kultur, AT
- 1992: „Zu Papier gebracht“, Rathaus, Wien, AT
- 1992: „Zu Papier gebracht“, New York, USA
- 1993: Darmstädter Sezession, Darmstadt, Mathildenhöhe, DE
- 1993: Pavillon Wystawowy, Krakau, PL
- 1994: „Zu Papier gebracht“, Washington, USA
- 1995: Darmstädter Sezession, Darmstadt, Mathildenhöhe, DE
- 1995: „Große Kunstausstellung“, Düsseldorf, Kunstpalast, DE
- 1997: VHS Wien, AT
- 1998: „Zu Papier gebracht“, Puschkin Museum, Moskau, RU
- 2001: Darmstädter Sezession, Mathildenhöhe, Darmstadt, DE
- 2003: Darmstädter Sezession, Mathildenhöhe, Darmstadt, DE
- 2004: Neue Darmstädter Sezession, Mathildenhöhe, Darmstadt, DE
- 2005: „Standort 2005“, Neue Darmstädter Sezession, Mathildenhöhe, Darmstadt, DE
- 2017: „JORG.HARTIG.REALPOP. Eine Retrospektive“, MUSA, Wien, AT